# Resist (álbum de Within Temptation)
Resist es el séptimo álbum de estudio de la banda de metal sinfónico Within Temptation, estaba programado para ser lanzado el 14 de diciembre de 2018, pero debido a problemas de producción, finalmente no fue publicado hasta el 1 de febrero de 2019. El álbum consta de diez canciones, de las cuales tres contienen colaboraciones de artistas como Jacoby Shaddix (cantante de Papa Roach), Anders Fridén (miembro de In Flames) y el cantante de rock alternativo Jasper Steverlinck (miembro de Arid). El primer sencillo  «The Reckoning», fue lanzado el 14 de septiembre de 2018 y contó con Shaddix como vocalista invitado.
Las críticas generalmente favorables fueron recibidas por el álbum de los críticos de música, y los cambios musicales fueron discutidos ampliamente. Los críticos de Kerrang y The Skinny dieron la bienvenida a los cambios presentados por la banda, mientras que AllMusic y PopMatters tuvieron algunos recuerdos con los temas. Sin embargo, terminó apareciendo en algunas listas de fin de año como la de Loudwire. También alcanzó el éxito comercial, alcanzando el primer puesto en Alemania e ingresando en los diez primeros puestos en otros países, como los Países Bajos, Bélgica, Finlandia, Austria y Suiza.

## Antecedentes
Después de una extensa promoción y una gira para el sexto álbum de la banda Hydra, un proceso de agotamiento fue experimentado por Sharon Den Adel. La vocalista también tuvo problemas personales, lo que la llevó a abandonar la escritura de la banda por un tiempo para centrarse en sí misma. Durante este tiempo, Den Adel logró comenzar a componer de nuevo, pero esta vez para sí misma como una forma de enfrentar sus dificultades en ese momento. Como estas canciones no estaban orientadas al rock ni eran aptas para la banda, decidió lanzarlas como un proyecto en solitario titulado My Indigo.
Después de pasar por este proceso y componer el tipo de canciones "más cortas de tiempo, mucho más directas, personales y vulnerables", la vocalista se encontró de nuevo en el estado de ánimo correcto para componer el tipo de canciones "combativas, poderosas y duraderas" que necesitó Within Temptation. A finales de 2017, mientras anunciaba su lanzamiento en solitario, den Adel confirmó que la banda ya estaba de vuelta en el estudio grabando nuevas canciones para un posible lanzamiento de álbum en 2018, que se anunció oficialmente el 13 de septiembre. La vocalista también afirmó que este álbum era el más difícil de hacer por la banda, ya que no tenían ninguna dirección hasta que Den Adel se recuperó de su agotamiento y de sus problemas personales. El álbum, sin embargo, marcó la brecha más larga entre los lanzamientos de estudio de la banda.

### Desarrollo y concepto

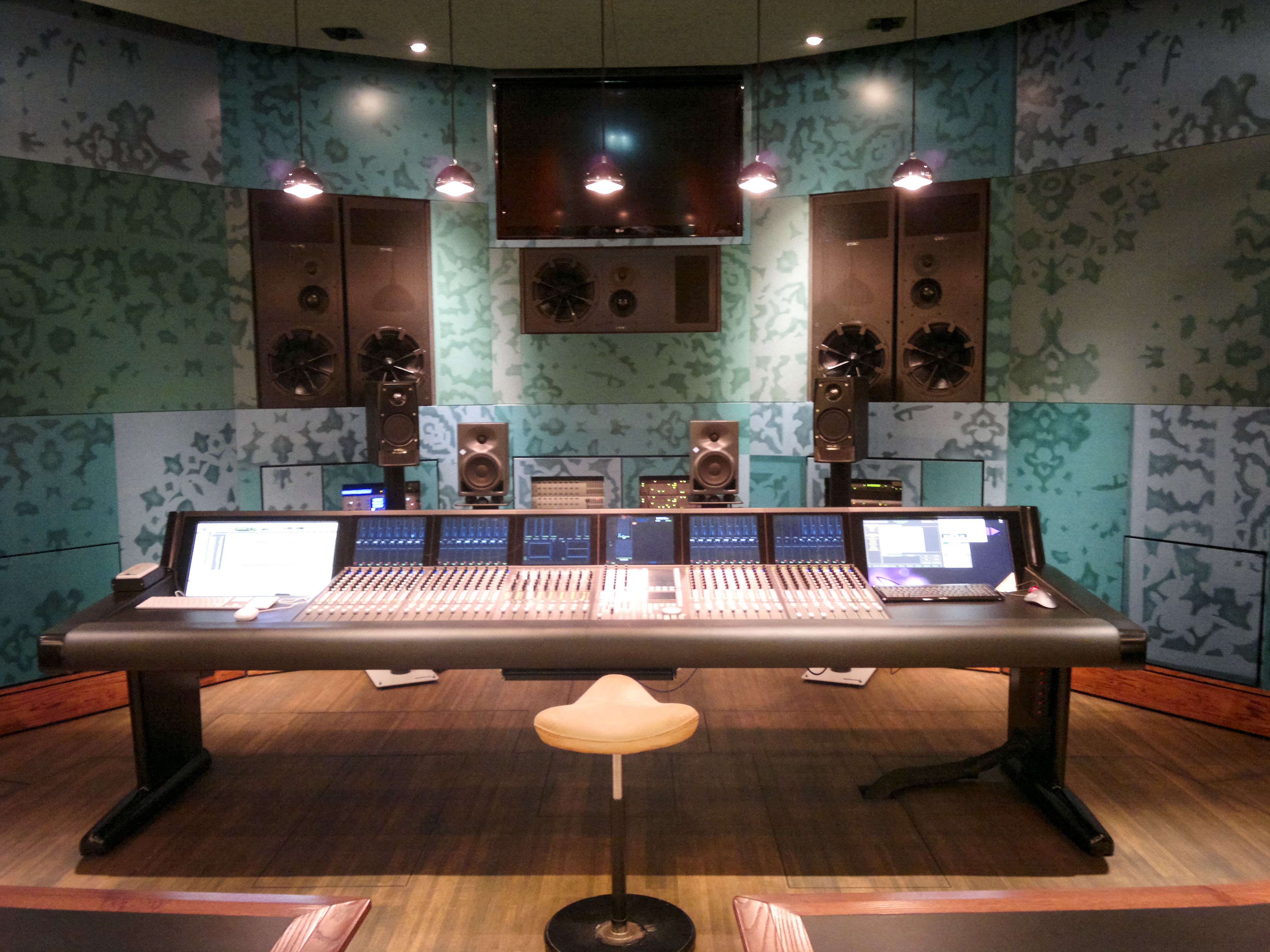
Algunas partes del álbum se grabaron en el Wisseloord Studios, en Hilversum, Países Bajos.

El álbum The Resist es considerado principalmente un álbum de metal sinfónico, aunque diferentes influencias son presentadas.”. En declaraciones a Metal Hammer, den Adel declaró que el álbum estaba inspirado en la "música pop", orientado también al metal.  Aunque lo tomó como inspiración, la banda señaló que no será un disco pop y que probablemente no tendrá ninguna difusión en las estaciones de radio. Para que conste, la banda pretendía acercarse a un estilo más futurista sin descartar sus raíces musicales grandilocuentes y de metal sinfónico originales. Según den Adel, la banda no quería sonar demasiado lejos de su estilo original, pero también quería que sus principales elementos musicales fueran reconocibles a lo largo de las canciones, lo que dio como resultado la combinación de elementos de su estilo antiguo y elementos de la música moderna como partes electrónicas y dicho enfoque futurista. El título del álbum en sí, según den Adel, representa "no ser puesto en una caja y negarse a hacer lo que otras personas están tratando de influir en ti de una manera en la que puedes ver solo una parte de la historia".
Además de los aspectos musicales, la inspiración para el álbum también provino de aspectos tecnológicos y políticos contemporáneos. Sharon den Adel afirmó que “Resist, para mí es un mensaje personal pero también una declaración política. Antes no hablábamos tan abiertamente de nuestras opiniones políticas, pero hoy lo hacemos más.[…] volver al mensaje "político", siempre con un objetivo positivo, con la esperanza de que en el futuro las cosas realmente cambien". A pesar de contener un tema central, el disco no fue pensado como un álbum conceptual y, por lo tanto, no todas las canciones se inspiraron líricamente en el mismo tema principal, ya que la banda también aborda temas de su vida personal.

### Diseño de la portada del álbum
Por primera vez, la banda no usó una carátula personalizada para un álbum. En su lugar, compraron una obra de arte del artista Emmanuel Shiu en DeviantArt. En una entrevista a la estación de radio francesa Radio Metal, den Adel explicó:

«Los libros siempre son una gran fuente de inspiración para nosotros, pero esta vez no encontramos ninguna inspiración de este lado. Así que buscamos en internet tratando de encontrar alguna inspiración. Robert (Westerholt) encontró esta foto en Internet y fue realmente perfecta, exactamente lo que necesitábamos. [...] Nos acercamos a él [Shiu] y compramos varias piezas de su trabajo. Realmente explica la idea sobre la era digital y el 'Gran Hermano te está mirando'. Es como si todas las piezas del rompecabezas se unieran en esta ilustración».

La carátula del álbum y los videos musicales siguen el mismo tema que la carátula; el diseño del álbum hace que parezca que la banda está dentro de una nave espacial, y por esta razón el vídeo de «The Reckoning» aparece una nave espacial.

## Promoción
A finales de noviembre de 2017, la banda anunció una gira europea para finales de 2018 con la esperanza de un posible lanzamiento ese mismo año, considerando que ya tenían algunas canciones recién escritas. A principios de diciembre, casi un año antes de la gira, ya se agotaron dos conciertos. El primer sencillo, titulado «The Reckoning», fue publicado el día después del anuncio oficial del álbum, el 14 de septiembre de 2018, junto con un video lírico siendo lanzado diez días después. Cuenta con la participación de Shaddix como vocalista invitado. El video fue filmado en la isla de Fuerteventura, una de las Islas Canarias, presenta a los miembros de la banda caminando por un desierto en un paisaje posapocalíptico mientras enfrentaban amenazas extraterrestres. «The Reckoning» obtuvo una nominación para el Premio Edison en la categoría de Mejor Video. El periódico neerlandés AD.nl declaró en su sitio web que la banda estaba buscando extras para un nuevo video musical, en el que la grabación se llevaba a cabo el 7 de octubre de 2018, en la ciudad de Zaandam. El periódico publicó que buscaban hombres fuertes para interpretar a policías, y también hombres y mujeres más delgados para representar a los robots.  Días después, el periódico neerlandés Tubantia declaró que la canción elegida era «Raise Your Banner», y el video musical fue dirigido por Rogier Hendriks. El sencillo fue lanzado el 16 de noviembre de 2018, acompañado de un video publicado el 30 de noviembre. La tercera canción elegida para recibir fue «Supernova», que se lanzó el 5 de febrero de 2019, cuatro días después del lanzamiento del álbum. Fue la  primera canción de la banda en tener su estreno por la revista estadounidense Billboard. Otros tres sencillos fueron publicados sin un video musical. «Firelight» se lanzó el 23 de noviembre de 2018 para descarga digital, «In Vain» el 11 de enero de 2019 y el último sencillo «Mad World» el 15 de abril de 2019.

### Gira mundial
La banda se embarcó en su The Resist Tour el 11 de octubre de 2018. Inicialmente, solo se agregaron a la gira fechas en clubes y arenas en toda Europa, visitando diecisiete países, antes de que la banda comenzara a programar fechas para algunos festivales de verano de 2019. Esta primera parte bajo techo de la gira contó con las bandas alemana y brasileña Beyond the Black y Ego Kill Talent, respectivamente, como teloneros. El día después de la edición de 2018 del Wacken Open Air, el festival anunció a la banda como intérprete para la edición del próximo año. Debido a la decisión de den Adel de pasar más tiempo en casa para estar más presente en la vida de sus hijos, lo cual se estaba volviendo difícil debido al pesado calendario de giras de la banda de años anteriores, las fechas de la gira se elaboraron para esta gira normalmente con dos semanas de duración. gira y dos semanas libres. A fines de 2018, se anunció una nueva etapa de la gira que pasaría por América del Norte. Comenzó en 2019, con In Flames como invitados especiales. Después de la etapa norteamericana, la banda comenzó otra ronda de conciertos por toda Europa, que consistía en presentaciones en festivales y conciertos especiales en los jardines del palacio. La banda estaba programada para tocar en el Festival Internacional de Byblos en el Líbano, pero como el festival enfrentaba violentas amenazas religiosas por tener a los partidarios LGBT Mashrou' Leila en la alineación, la banda decidió cancelar su concierto en solidaridad con ellos y en apoyo. de "tolerancia, libertad de expresión". Se programó una segunda etapa de conciertos de verano para 2020, pero los festivales tuvieron que cancelarse debido a la pandemia de COVID-19.
La gira incluyó diseños especiales de escenario y vestuario relacionados con los temas futuristas y tecnológicos del álbum. También se utilizaron adornos de acero, efectos especiales de iluminación del escenario, pantallas de proyección y máquinas de niebla para intensificar la atmósfera de las canciones. Los miembros masculinos de la banda utilizaron uniformes futuristas especiales, y den Adel un vestido negro futurista, una capa blanca y una bandera especial para la canción de apertura «Raise Your Banner». El guitarrista Robert Westerholt formó parte de la selección de visuales para ambientar el escenario, ya que la banda quería crear una imaginería especial para el concierto que encajara con la experiencia de escuchar el álbum.

## Recepción

### Críticas
El álbum tiene una puntuación de 67 % en el sitio de revisión global Metacritic, lo que indica «revisiones generalmente favorables». La primera reseña pública del álbum provino del sitio web británico Devolution. El crítico Gary Trueman fue positivo sobre el disco, elogiando su frescura entre un género musical que se ha vuelto más duro a lo largo de los años, ya que la banda pudo darle a la música pop contemporánea un «toque oscuro». El crítico también elogió la actuación vocal de Sharon den Adel y señaló, que sus tonos altos, no eclipsó a la banda. Trueman terminó su crítica alegando que el álbum podría ser «el álbum Fallen» de Within Temptation, ya que lo consideraba «el mejor álbum que han publicado hasta la fecha». Steve Beebee de Kerrang! fue positivo sobre el álbum. El crítico señaló los tiempos difíciles que la banda atravesó en sus vidas personales antes del lanzamiento, y consideró que el álbum «destila ese tiempo de trauma, curación y nuevos comienzos en 47 minutos deslumbrantes». Beebee también fue positivo acerca de los nuevos estilos musicales incorporados en el disco, incluso si no le agrada a los oyentes a los que no les gustan los cambios, afirmando que las canciones «prosperan cuando se escuchan como un todo».
La revista australiana The Music también comentó positivamente sobre los nuevos elementos incorporados, como las influencias EDM en la canción «Supernova» y el pop industrial en la canción «Mad World», al tiempo que elogió la composición y cohesión general del álbum. Sin embargo, no todos los críticos fueron positivos y acogedores con los cambios musicales. La edición alemana de Metal Hammer dividió a su equipo editor por el álbum, lo que los llevó a publicar una crítica positiva de 5 estrellas de 7 y una crítica negativa de 3 estrellas de 7. Mientras que el positivo dio la bienvenida a los nuevos elementos y estilos adoptados de la banda para el álbum, el negativo criticó el disco como «género pop» y consideró algunas de sus composiciones e instrumentaciones «plásticas». James Monger de AllMusic tenía una posición intermedia con respecto a estos temas en su revisión, y resumió que «cambios de planes para avivar sus llamas creativas, Within Temptation ha creado un conjunto inmersivo, si no totalmente original, de canciones que suenan con sus fortalezas y debilidades».

### Reconocimientos
Resist terminó apareciendo en las listas de fin de año de 2019 de críticas y revistas. Steve Beebee de Kerrang! otorgó al álbum la cuarta posición en sus 10 mejores álbumes de metal de 2019. Holly Wright  de Metal Hammer ubicó al álbum en el número 12 en su lista de los 20 mejores álbumes de metal de la lista de 2019, Merlin Alderslade y Natasha Sharf en el número 14, y Vanessa Thorpe en el número 20. Los lectores de la revista también votaron al álbum como el octavo mejor trabajo de la década. En Loudwire, el álbum apareció tanto en la lista de medio año de los Mejores Álbumes de Metal como en la respectiva lista de fin de año. A pesar de no dar posiciones específicas a los 50 álbumes seleccionados, el personal comentó que "hay una elasticidad en el álbum impulsado por el ritmo, con partes de sintetizadores y orquestaciones".

## Lista de canciones
Todas las letras escritas por Sharon den Adel y Robert Westerholt excepto las anotados.
| N.º   | Título                                  | Letras                                                  | Música | Duración |  |
| 1.    | «The Reckoning» (con Jacoby Shaddix)    | den Adel, Westerholt, Daniel Gibson                     |        | 4:11     |  |
| 2.    | «Endless War»                           |                                                         |        | 4:09     |  |
| 3.    | «Raise Your Banner» (con Anders Fridén) | Gibson, Mathijs Tieken, den Adel, Westerholt            |        | 5:34     |  |
| 4.    | «Supernova»                             |                                                         |        | 5:34     |  |
| 5.    | «Holy Ground»                           |                                                         |        | 4:10     |  |
| 6.    | «In Vain»                               |                                                         |        | 4:25     |  |
| 7.    | «Firelight» (con Jasper Steverlinck)    | Gibson, den Adel, Sarah De Courcy Astos, Daniel Barkman |        | 4:46     |  |
| 8.    | «Mad World»                             |                                                         |        | 4:57     |  |
| 9.    | «Mercy Mirror»                          |                                                         |        | 3:49     |  |
| 10.   | «Trophy Hunter»                         | Stefan Helleblad                                        |        | 5:51     |  |
| 47:43 |                                         |                                                         |        |          |  |

## Créditos y personal
Within Temptation
- Sharon den Adel - voz principal
- Robert Westerholt - guitarras, voz gutural
- Ruud Jolie - guitarras
- Stefan Helleblad - guitarras
- Martijn Spierenburg - teclados, productor y arreglos orquestales
- Jeroen van Veen - bajo
- Mike Coolen - baterías

Músicos invitados
- Jacoby Shaddix (Papa Roach) - voz en pista #1
- Anders Fridén (In Flames) - voz en pista #3
- Jasper Steverlinck (Arid) - voz en pista #7

Producción
- Daniel Gibson - Productor
- Mathijs Tieken - Productor
- Taylor Larson - Mezclador
- Brian Gardner - Ingeniero
- Stefan Helleblad - Ingeniero
- Emmanuel Shiu - Arte de tapa

## Rendimiento comercial
Resist debutó en el número uno en Alemania el 8 de febrero de 2019, lo que lo convierte en el álbum de mayor clasificación de la banda en el país, superando el pico alcanzado por su álbum de estudio anterior, Hydra, que llegó al número cuatro. La banda también alcanzó nuevamente su posición máxima en Bélgica con el álbum debutando en el número dos, una posición que anteriormente solo alcanzó su cuarto álbum de estudio, The Heart of Everything. En los Países Bajos, debutó en el número dos, una posición detrás del álbum de estudio anterior, aunque vendió un equivalente del 92% de las ventas.  En el Reino Unido, alcanzó la decimoquinta posición en la lista de álbumes del Reino Unido, su segundo mejor posición hasta la fecha. El álbum también logró alcanzar el número uno en las listas de álbumes de rock y metal del Reino Unido y la décima posición. En los Estados Unidos, la banda se encontró con su debut más bajo hasta la fecha, alcanzando la posición número ciento veintinueve. Sin embargo, en las Ventas de Álbumes Principales, que representan la cantidad total de ventas del álbum en su totalidad y excluyen transmisiones y ventas de sencillos, se ubicó en la decimotercera posición. En Francia debutó en la posición vigésimo segundo en las listas generales, en Finlandia alcanzó la cuarta posición en la lista oficial.

### Posicionamientos en listas

#### Semanal
| Gráfica (2019)                        | Pico de posición |
| ------------------------------------- | ---------------- |
| Australia (ARIA)                      | 13               |
| Austria (Ö3 Austria)                  | 4                |
| Bélgica (Ultratop Flandes)            | 2                |
| Bélgica (Ultratop Valonia)            | 5                |
| Canadá (Billboard Canadian Albums)    | 64               |
| República Checa (ČNS IFPI)            | 12               |
| Países Bajos (Album Top 100)          | 2                |
| Finlandia (Suomen Virallinen Lista)   | 4                |
| Francia (SNEP)                        | 22               |
| Grecia (IFPI)                         | 45               |
| Hungría (MAHASZ)                      | 8                |
| Italia (FIMI)                         | 84               |
| Japón (Oricon)                        | 55               |
| Japón (Billboard Japan)               | 67               |
| Polonia (ZPAV)                        | 18               |
| Portugal (AFP)                        | 13               |
| Eslovaquia (ČNS IFPI)                 | 19               |
| España (PROMUSICAE)                   | 20               |
| Suecia (Sverigetopplistan)            | 11               |
| Suiza (Schweizer Hitparade)           | 2                |
| Reino Unido (UK Albums Chart)         | 15               |
| Reino Unido (UK Rock & Metal Albums)  | 1                |
| Estados Unidos (Billboard 200)        | 129              |
| Estados Unidos (Top Hard Rock Albums) | 5                |
| Estados Unidos (Top Rock Albums)      | 19               |

### Fin de año
| Gráfica (2019)              | Posición |
| --------------------------- | -------- |
| Bélgica (Ultratop Flanders) | 94       |